# (147) Protogénie
Pour les articles homonymes, voir Protogénie.
(147) Protogénie est un astéroïde de la ceinture principale découvert par Lipót Schulhof le 10 juillet 1875.